# برين إير الرحلة 277
برين إير الرحلة 277، كانت رحلة ركاب منتظمة تُشغلها شركة برين إير البورتوريكية، بين مطار هاري إس. ترومان في شارلوت أمالي بجزر العذراء الأمريكية، و مطار إيسلا فيردي الدولي في كارولينا، إحدى ضواحي سان خوان. في 5 مارس 1969، تحطمت الطائرة المشغّلة للرحلة، وهي من طراز دي هافيلاند هيرون 2D وتحمل رقم التسجيل N563PR، في جبل بالقرب من مدينة فاخاردو، ما أسفر عن مقتل جميع الركاب وأفراد الطاقم البالغ عددهم 19 شخصًا.

## تفاصيل الرحلة
أقلعت رحلة برين إير 277 من شارلوت أمالي في تمام الساعة 5:15 مساءً من يوم الأربعاء 5 مارس 1969، في رحلة قصيرة متجهة إلى المطار الرئيسي في منطقة سان خوان بمدينة كارولينا. كانت الرحلة عادية دون أي أحداث تُذكر حتى دخول الطائرة أجواء اليابسة في بورتو ريكو، حيث تواصل الطيار مع برج المراقبة في سان خوان، وأبلغهم بأنهم يحلقون على ارتفاع 4,000 قدم (1,200 متر) ويستمرون على نفس المستوى.
رد مراقب الاقتراب في سان خوان قائلًا:“برين إير 277، مراقبة اقتراب سان خوان، رُصدتم على الرادار على بُعد ثلاثة أميال شرق إيسلا فيردي، اتجه إلى زاوية 250 للحصول على توجيه نهائي على مسار الهبوط الآلي (ILS)، وابقَ على ارتفاع 4,000 قدم.”
كان المراقب الجوي آنذاك متدربًا، وقد أخطأ حين اعتقد أن الرحلة كانت قريبة من سان خوان، بينما كانت الطائرة في الواقع بالقرب من لوكيّو، عند ما يُعرف باسم تقاطع فاخاردو.
وبعد دقيقة واحدة من هذا الاتصال، طُلب من الرحلة النزول إلى مستوى الطيران 3 (3,000 قدم أو 900 متر) والاستعداد للهبوط. تم توجيه الطائرة للهبوط على المدرج 7.
اعتمد طاقم الطائرة على المعلومات التي تلقوها، وبدأوا فعليًا في الاستعداد للهبوط، غير مدركين أنهم متجهون مباشرة نحو جبل لا يمكن تفاديه. وفي تمام الساعة 5:38 مساءً، وبعد 23 دقيقة فقط من إقلاعها من سانت توماس، اصطدمت الطائرة بالأشجار على منحدرات سلسلة جبال سييرا لوكيّو، ما أدى إلى مقتل جميع من كانوا على متنها.[بحاجة لمصدر]

## التحقيق
أظهرت تحقيقات مجلس سلامة النقل الوطني (NTSB) اللاحقة أن هذا الحادث لم يكن قابلًا للنجاة بأي شكل من الأشكال. شملت التحقيقات تفتيش منزل المراقب الجوي وممتلكاته، حيث وُجد أن حياته العائلية كانت طبيعية، كما أن الأثاث والأجهزة الكهربائية في منزله كانت مشابهة لما يوجد في منزل عادي لعائلة.
في 17 مارس 1969، أفصح المراقب للتحقيقين أنه قبل ثلاث سنوات، أرسله طبيب الطيران لرؤية طبيب نفسي وأخصائي نفسي، وأنه في يوم الحادث، 5 مارس، كان يشعر بتوتر وقلق شديدين.
كما لوحظ أن منطقة الحادث تضم عدة قمم جبلية ترتفع أكثر من 3,000 قدم (900 متر)، وأن ظروف الطقس في ذلك اليوم كانت ستمنع الطيارين من رؤية هذه القمم أمامهم.
أدى الخطأ في تحديد موقع الطائرة من قبل المراقب إلى اعتقاده أن الطائرة كانت أبعد بحوالي 10 أميال (16 كيلومترًا) إلى الغرب عما كانت عليه بالفعل. حوالي الساعة 5:33 مساءً، أي قبل وقوع الحادث بخمس دقائق، أمر مشرف منسق الرحلات المراقب بأداء مهام أخرى، ثم أعطى تعليمات لمُدرب المراقب بأداء مهام جانبية. في تلك اللحظة، كان المراقب يتابع توجيه خمس رحلات جوية، من ضمنها رحلة برين إير 277. وقد اشتكى بعض الطيارين على هذه الرحلات الخمس من تداخل إذاعات المُدرب مع إذاعات المراقب.
كشفت التحقيقات أيضًا عن عدة عناصر رئيسية أخرى ذات صلة بالحادث.[بحاجة لمصدر]

## انظر أيضآ
- تحليق متحكم به نحو التضاريس
- قائمة حوادث الطائرات المدنية

حوادث وحالات مشابهة:
- خطوط آلاسكا الجوية الرحلة 1866
- أفيانكا الرحلة 011